# Boerne (Kendall County, Texas)
Boerne ist eine Stadt und Verwaltungssitz des Kendall County im US-amerikanischen Bundesstaat Texas. Das U.S. Census Bureau hat bei der Volkszählung 2020 eine Einwohnerzahl von 17.850 ermittelt.

## Geographie
Die Stadt liegt im mittleren Süden von Texas am Cibolo Creek und hat eine Gesamtfläche von 15,9 km², wovon 0,8 km² Wasserfläche sind.

## Geschichte
1849 kamen als erste Siedler deutsche Auswanderer in diese Gegend und siedelten am Cibolo Creek. Sie nannten die Ansiedlung Tusculum. 1852 benannten sie den Ort um in Boerne, nach dem deutschen Autoren und Publizisten Ludwig Börne. 1856 wurde das erste Postbüro eröffnet und 1859 bestand der Ort aus 10 Häusern. Als 1862 das County gebildet wurde, wählten die Bürger Boerne als Sitz der County-Verwaltung. 1870 wurde das Gerichtsgebäude erbaut, welches heute das zweitälteste ist, das noch benutzt wird.
Der Bau der San Antonio and Aransas Pass Railway 1887 brachte dem Ort weiteren Aufschwung, und 1890 war die Population auf 800 Personen angewachsen.
1909 erhielt Boerne den Status einer Stadt und im gleichen Jahr wurde es Mittelpunkt des Schuldistrikts. Während der Weltwirtschaftskrise
ging der Baumwollanbau, der wichtigste Wirtschaftszweig der Stadt, erheblich zurück, und die Einwohnerzahl sank innerhalb von drei Jahren von über 2.000 im Jahre 1928 auf 1.117 im Jahre 1931. Ab den 1960er Jahren entwickelte sich Boerne zunehmend zu einem Wohnvorort von San Antonio (Texas) und die Bevölkerung stieg von 2.169 Einwohnern im Jahre 1960 über 6.178 in 2000 auf 10.471 im Jahre 2010.
In Boerne gibt es eine lange Tradition der deutschstämmigen Bevölkerung, so wurde der 1860 gegründete „Boerne Gesangverein“ erst 1977 aufgelöst. Ebenfalls 1860 entstand die heute noch bestehende Boerne Village Band und 1864 der noch aktive „Boerne Schützenverein“. Seit 1967 wird in Erinnerung an die deutschstämmige Tradition jährlich das „Bergesfest (Berges Fest)“ gefeiert.

## Demografische Daten
Das durchschnittliche Einkommen eines Haushalts liegt bei 42.009 USD, das durchschnittliche Einkommen einer Familie bei 50.903 USD. Männer haben ein durchschnittliches Einkommen von 35.039 USD gegenüber den Frauen mit durchschnittlich 25.773 USD. Das Pro-Kopf-Einkommen liegt bei 23.251 USD. 9,8 % der Einwohner und 6,5 % der Familien leben unterhalb der Armutsgrenze.
26,0 % der Einwohner sind unter 18 Jahre alt und auf 100 Frauen ab 18 Jahren und darüber kommen statistisch 80,1 Männer. Das Durchschnittsalter beträgt 39 Jahre (Stand: 2000).